# Criptónimo CIA
Un criptónimo CIA son códigos que han sido vistos en los documentos desclasificados de la  Agencia Central de Inteligencia de los Estados Unidos. Existe mucha especulación acerca de su significado real.

## Formato de los criptónimos
Cada criptónimo CIA contiene un prefijo de dos caracteres llamado dígrafo, que designa un área funcional o geográfica. Ciertos dígrafos han cambiado con el tiempo, por ejemplo, el dígrafo para la Unión Soviética ha cambiado al menos dos veces.
El resto es una palabra que es parte de un diccionario arbitrario u, ocasionalmente, la mezcla del dígrafo con el criptónimo forman una palabra de diccionario (por ejemplo, AEROPLANE) o puede ser leído como una frase simple (WIBOTHER, que se lee "Why bother!"). Los criptónimos a menudo se escriben con una barra diagonal, como en (ZR/RIFLE) y, a veces, en una sola secuencia, por ejemplo, (ZRRIFLE). El último es el formato más frecuente en los documentos CIA.
Algunos criptónimos están relacionados con más de un sujeto, con un grupo de personas. En este caso el criptograma básico, como LICOZY, puede designar al grupo entero, mientras que cada subgrupo puede ser designado con un número, como en LICOZY/3, que muchas veces es escrito como LICOZY-3.

## Lista parcial de dígrafos y su probable definición
Los años entre paréntesis fue la época en la que se usó el dígrafo, muchas veces desde mucho antes y después.
- AE: Unión Soviética[1][2]
- AM: Cuba (1960s)[3]
- AV: Uruguay
- BE: Polonia
- BI: Argentina
- CK: Unión Soviética
- DI: Checoslovaquia
- DM: Yugoslavia
- DN: Corea del Sur
- DU: Perú
- EC: Ecuador
- ES: Guatemala
- GT: Unión Soviética
- HA: Indonesia (1958)
- IA: Angola[4]
- KU: Part de la CIA (1960s) como KUBARK
- LC: China
- LI: México
- FU: Chile (1973) . ver Proyecto FUBELT.
- MH: Operación global
- MK: Proyecto de la  Technical Services Division  de la CIA (1950s/1960s)
- MO: Tailandia
- OD: Otros departamentos gubernamentales de los Estados Unidos  (1960s)
- PB: Guatemala
- PO: Japón
- SD: Irán
- SM: Reino Unido
- TP: Irán (1953)
- TU: Vietnam del Sur
- WI: República democrática del Congo (1960s)
- ZR: Prefijos de criptónimo de programas destinados a interceptar. Se vieron en las operaciones del Staff D , el que trabajaba directamente con   NSA. Staff D fue donde ZR/RIFLE, un complot para asesinar a  Castro fue maquinado  (1960s).[5][6]
- GP: dígrafo que identifica a la familia Kennedy y a sus asesinatos[7]

## Dígrafos AM a decodificar
Fuente

## Nombre
AM es un criptónimo CIA que representa a Cuba  las operaciones de la CIA  .

## Dígrafos no identificados
Fuente
CA, DT, EC, ER, FJ, HB, HO, HT, JM, JU, KM, LC, QK, SE, SC, WS, ZI

## Lista parcial de criptónimos CIA y definiciones probables

### Operaciones y proyectos
- APPLE
- ARTICHOKE: Proyecto anti interrogación. Precursor del MKULTRA.
- AQUATONE: Nombre original para el proyecto del avión espía Lockheed U-2  . Fue reemplazado por CHALICE.
- BIRCH.
- BLUEBIRD: Operación de Control mental.
- CHALICE: Segundo nombre para el proyecto de avión espía Lockheed U-2. Precedido por AQUATONE.
- CHATTER: Identificación y prueba de drogas para interrogación y reclutamiento de agentes.
- CHERRY: Asesinatos encubiertos y desestabilización durante la guerra de Vietnam, apuntando al Príncipe (más tarde Rey) Norodom Sihanouk y al Gobierno de  Camboya. Desbandado.
- CONDOR: Un sistema de interferencia en los años 1970 de la CIA en los gobiernos latinoamericanos, al que algunos atribuyen el golpe de Estado del 11 de septiembre de 1973 en contra de Salvador Allende (en Chile) y su muerte.
- Operación CELOTEX I-II: Vigilancia de periodistas.
- CORONA: Sistema fotográfico satelital.
- DBACHILLES:  Un esfuerzo para lograr un golpe militar en Irak en 1995.[11]
- ECHELON: Análisis global de las comunicaciones electrónicas llevado a cabo por la comunidad de inteligencia   UKUSA.
- FIR
- GUSTO: Proyecto destinado a elaborar el sucesor del avión espía Lockheed U-2. Sucedido por RAINBOW. Sucedido por OXCART.[12]
- HTAUTOMAT: Centro de fotointerpretación establecido para los productos de inteligencia del proyecto espía Lockheed U-2.
- HTLINGUAL: Operación de  apertura de correos.[13]
- IDIOM: Trabajo inicial de Convair destinado a suceder al avión espía  Lockheed U-2. Más tarde trasladado a  GUSTO.[14]
- IAFEATURE: Operación destinada a apoyar a UNITA y al  FNLA durante la guerra civil de Angola.
- KEMPSTER: Proyecto para reducir el corte transversal del radar (RCS) de las tomas de aires del avión espía  Lockheed A-12.
- LEMON
- LINCOLN: Operación de cooperación que involucraba al Grupo terrorista vasco ETA
- LICOBRA: Operación de vigilancia de miembros sospechosos del gobernante PRI mexicano, el Ministerio del Exterior y otros funcionarios del gobierno mexicano.
- LICOZY: Red de agentes dobles en Ciudad de México. Lee Harvey Oswald  fue LICOZY-5.[15][16]
- LIENVOY: Programa conjunto de interceptación / escuchas telefónicas de la CIA y México en México.[9][17][18][19]
- LIFIRE: Operación recolectando inteligencia de viajes aéreos mexicanos y adquiriendo manifiestos de viaje de vuelos internacionales.
- LILINK: Compañía fachada que brinda cobertura a agentes de la CIA en Ciudad de México.[20]
- LIONIZER: Grupo de refugiados guatemaltecos en México.[21]
- LISAMPAN: Operación "pinchando" la embajada de Cuba en Ciudad de México.
- LITEMPO: Nombre en código de una red secreta de espías. Operó entre 1956-1969, para intercambiar información de altos oficiales de México.[22] El dígrafo LI representa las operaciones mexicanas de la CIA[23] Los agentes eran identificados por el Jefe de Estación CIA Winston Scott por números LITEMPO-1 era Emilio Bolaños, sobrino de Gustavo Díaz Ordaz (Secretario de Gobernación durante el gobierno de Adolfo López Mateos y después Presidente en los 1960s). Díaz Ordaz fue LITEMPO-2. Como su predecesor Adolfo López Mateos, era amigo personal de Scott. Ambos asistieron al matrimonio de Scott con su tercera mujer en 1962, con López Mateos actuando de padrino. Luis Echeverría Álvarez, Secretario de Gobernación durante el gobierno de Díaz Ordaz, y posteriormente presidente de México, era identificado originalmente como LITEMPO-8, y después como Litempo-14.[24][25]
- LPMEDLEY: Vigilancia del tráfico telegráfico desde y hacia los Estados Unidos de América.
- MHCHAOS: Vigilancia de los activistas antibélicos durante la guerra de Vietnam.
- MKDELTA: Almacenamiento de agentes biológicos y psicotrópicos, en lo que sería posteriormente MKNAOMI.
- MKNAOMI: Almacenamiento de agentes biológicos y psicotrópicos, sucesor de MKDELTA.
- MKULTRA: Investigación en control mental. MKULTRA tiene el dígrafo  MK (código para proyectos científicos) y ULTRA (referencia ultraclasificada, re: El código ULTRA fue decodificado durante la Segunda Guerra Mundial.  Renombrada MKSEARCH en 1964.
- MKSEARCH: MKULTRA después de 1964, Investigación en control mental.
- MKOFTEN: Prueba de agentes biológicos y químicos como parte de f MKSEARCH.
- OAK: Operación destinada a asesinar probables colaboradores survietnamitas durante la guerra de Vietnam.
- OXCART: Proyecto de avión espía Lockheed A-12. Sucedió al GUSTO.[12]
- PAPERCLIP: Reclutamiento por parte de Estados Unidos de científicos y expertos en inteligencia nazis después de la  Segunda Guerra Mundial.
- PHOENIX: Inteligencia encubierta en la guerra de Vietnam y asesinatos selectivos.
- PINE
- PBFORTUNE: Proyecto de la CIA destinada a apoyar a las fuerzas opuestas en Guatemala al Presidente Jacobo Arbenz con armas, suministros y financiamiento; predecesor de PBSUCCESS.
- PBHISTORY: Proyecto de la CIA destinado a analizar histórica y políticamente al Gobierno Arbenz de Guatemala para tratar de incriminarlo como comunista.
- PBJOINTLY: Operación para construir un túnel en Berlín hacia el sector soviético, para monitorear las comunicaciones. Dirigido por Ted Shackley.
- PBSUCCESS: (también PBS) Operación encubierta de la CIA para derrocar al Gobierno Arbenz en Guatemala.
- PBRUMEN - Cuba.
- RAINBOW: Proyecto para reducir el  corte transversal del radar (RCS) del avión espía Lockheed U-2.[26]  Sucedido por GUSTO.
- SHERWOOD: Emisión de programas de radio en Nicaragua que comenzaron el 1 de mayo de 1954 para justificar el rol comunista de Arbenz.
- THERMOS: Palabra código no clasificada usada para nombrar al RAINBOW.[27]
- TPAJAX: Operación conjunta USA/UK para derrocar a  Mohammad Mosaddeq, primer ministro de  Irán.
- TSS: Equipo de Servicios Técnicos.
- WASHTUB: Operación para plantar armas soviéticas en Nicaragua y culpar al gobierno de Arbenz.
- Operación ZRRIFLE: Intento de asesinato de Fidel Castro en los 60.

### Organizaciones
- CATIDE: Bundesnachrichtendienst
- KUBARK: Cuartel General de la CIA[28][29]
- KUCAGE: Operaciones Ultra marinas Paramilitares y de propaganda de la CIA.[30]
- KUCLUB: Oficina de comunicaciones[31]
- KMPLEBE Estación CIA de Perú[31]
- KUDESK: departamento de contrainteligencia[32]
- KUDOVE: Oficina del director[33]
- KUFIRE: Inteligencia[34]
- KUGOWN: Propaganda[35]
- KUHOOK: Negociantes /Logística
- KUSODA: Interrogatorios CIA
- LNWILT: Cuerpo de Contrainteligencia de los Estados Unidos (CIC)
- ODACID: Departamento de Estados de los Estados Unidos/Embajadas estadounidenses
- ODEARL: United States Department of Defense
- ODENVY: Federal Bureau of Investigation
- ODOATH: Armada de los Estados Unidos
- ODOPAL Cuerpo de Contrainteligencia del Ejército de los Estados Unidos
- ODUNIT: Fuerza Aérea de los Estados Unidos
- ODYOKE: Gobierno de los Estados Unidos
- QKFLOWAGE: Agencia de Información de los Estados Unidos
- SKIMMER: El "Group" Fachada CIA para  Carlos castillo armas.
- SGUAT: Estación CIA en Guatemala
- SMOTH: Servicio Secreto de Inteligencia (MI6)
- SYNCARP: La "Junta, Organización política de " Carlos castillo armas' presidida por Cordova Cerna.

### Compañías
- UNIFRUIT: United Fruit Company

### Personas
- AEFOXTROT: Yuri Ivanovich Nosenko, desertor soviético[36][37]
- AELADLE: Anatoliy Golitsyn,  desertor soviético
- AMLASH: Rolando Cubela Secades, oficial cubano (asesino CIA)  involucrado en un complot de asesinato en contra de  Fidel Castro en 1963
- AMQUACK: Che Guevara, líder revolucionario de Argentina.
- AMTHUG: Fidel Castro, presidente de Cuba.
- ESQUIRE:  James Bamford, autor del "The Puzzle Palace"[9][17][18][19]
- GPFLOOR: Lee Harvey Oswald, presunto asesino de J.F. Kennedy.[7][38]
- GPFOCUS	 Robert F. Kennedy, hermano de JFK y fiscal general de los Estados Unidos[7][39]
- GPIDEAL: John F. Kennedy, Presidente de los Estados Unidos[7][39]
- GRALLSPICE: Pyotr Semonovich Popov, desertor soviético.[9][17][18][19]
- JMBLUG: John S. Peurifoy, Embajador de Estados Unidos en Guatemala.
- KUMOTHER: James Jesus Angleton, Director de contrainteligencia de la CIA.
- LITENSOR: Nombre en clave del informante de la CIA Adolfo López Mateos,  presidente de México de 1958 a 1964.[40]
- LITEMPO 1: Emilio Bolaños, sobrino del expresidente Gustavo Díaz Ordaz[25]
- LITEMPO 2: Gustavo Díaz Ordaz, ministro y Secretario de Gobernación (México) durante el gobierno de Adolfo López Mateos y Presidente de México de 1964 a 1970.[41][25]
- LITEMPO-4: Fernando Gutiérrez Barrios , Gobernador de Veracruz, Secretario de Gobernación, Senador y Jefe de la Dirección Federal de Seguridad (México) (DFS), la principal agencia de inteligencia mexicana, en medio de la Guerra sucia en México(1964-1970).
- LITEMPO 8 (posteriormente LITEMPO 14): Luis Echeverría, Secretario de Gobernación durante el gobierno del expresidente Gustavo Díaz Ordaz, y después Presidente de México entre 1970-1976.[41][25]
- LITEMPO-12: Miguel Nazar Haro , un subordinado de LITEMPO-4 (Fernando Gutiérrez Barrios), conocido por estar en contacto con el jefe de estación de la CIA, Winston M. Scott ; Nazar Haro se convirtió más tarde en jefe de la agencia de inteligencia mexicana Dirección Federal de Seguridad (México) DFS (1978-1982)
- LIOVAL-1: Agente de la CIA, haciéndose pasar por profesor de inglés en la Ciudad de México.[20]
- LICOWL-1: Agente de la CIA, dueño de un pequeño negocio cerca de la embajada soviética en la Ciudad de México.[20]
- LICOZY-1, LICOZY-3 y LICOZY-5: Agentes dobles anti-KGB en la Ciudad de México.[20]
- LICALLA: Puestos de vigilancia de la CIA para la embajada soviética en la Ciudad de México.[20]
- LIMBRACE: Equipo de seguridad de la estación de la CIA en México.[20]
- PANCHO: Carlos Castillo Armas, Presidente de Guatemala, también RUFUS[31]
- POCAPON: Taketora Ogata, político japonés en los 50s
- PODAM: Matsutarō Shōriki, empresario y político japonés .
- RUFUS: Carlos Castillo Armas, Presidente de Guatemala, también PANCHO
- SKILLET: Whiting Willauer, Embajador de Estados Unidos en Honduras.
- STANDEL: Jacobo Arbenz, Presidente de Guatemala

### Lugares
- BOND: Puerto Barrios, Guatemala[9][17][18][19]
- DTFROGS: El Salvador[9][17][18][19]
- HTKEEPER: Ciudad de México[9][17][18][19]
- HTPLUME: Panamá[9][17][18][19]
- JMMADD: Base aérea de la CIA cerca de  Retalhuleu, Guatemala[9][17][18][19]
- JMTIDE: Base aérea CIA  Puerto Cabezas, Nicaragua[9][17][18][19]
- JMTRAX: Base Aérea CIA Guatemala[9][17][18][19]
- JMWAVE: Estación CIA de Miami (la cual opera contra Cuba)[9][17][18][19][42]
- JMBAR Key West, Florida.[9][17][18][19][43]
- KMFLUSH: Nicaragua[9][17][18][19]
- KMPAJAMA: México[9][17][18][19]
- KMPLEBE: Perú[9][17][18][19]
- LCPANGS: Costa Rica[9][17][18][19]
- LIONIZER: Grupo de refugiados guatemaltecos en  México[9][17][18][19]
- PBPRIME:   Estados Unidos[9][17][18][19]
- PBRUMEN: Cuba[9][17][18][19]
- SARANAC: Sitio de Entrenamiento en  Nicaragua[9][17][18][19]
- SCRANTON: Sitio de entrenamiento para radio operadores en  Nicaragua.[9][17][18][19]
- WSBURNT: Guatemala[9][17][18][19]
- WSHOOFS: Honduras[9][17][18][19]

### Otros
- BGGYPSY: Comunista[9][17][18][19]
- ESCOBILLA: Guatemalteco[9][17][18][19]
- ESMERALDITE: obrero informante del  AFL[9][17][18][19]
- ESSENCE: líder anticomunista guatemalteco[9][17][18][19]
- FJHOPEFUL: base militar[9][17][18][19]
- LCFLUTTER: Polígrafo, algunas veces suplantado por  drogas: Amital sódico (amobarbital), Pentotal sódico   (thiopental), y Seconal (secobarbital) para inducir regresión en los sujetos.[9][17][18][19]
- RYBAT: Información muy sensible[9][17][18][19]
- SLINC: Indicador telegráfico para el cuartel general de PBSUCCESS en Florida.[9][17][18][19]

## Códigos no identificados
AEBARMAN, AEFOX, AEROPLANE, AMWORLD, AVBLIMP, AVBRANDY, AVBUSY, CABOUNCE, CLOWER, ECJOB, ESGAIN, ESODIC, FJDEFLECT, GOLIATH, HBDRILL, HOPEFUL, JUBATE, JUBILIST, KUHOOK, KUJUMP, KUPALM, KURIOT, KUTUBE, LCPANES, LICOZY, LPHIDDEN, ODIBEX, PBCABOOSE, QKENCHANT,  AEFOX, AELADLE, AEROPLANE, AMLASH, AVBLIMP, AVBRANDY, AVBUSY, CABOUNCE, DTFROGS, ECJOB, ESMERALDITE, FJDEFLECT, HBDRILL, HOPEFUL, JMBLUG, JUBATE, JUBILIST, KMFLUSH, KUCAGE, KUDESK, KUHOOK, KUJUMP, KUPALM, KUTUBE, LCPANES, LICOZY, LITEMPO, ODIBEX, PBCABOOSE, PBFORTUNE, PBSUCCESS, SECANT, SEQUIN, SCRANGER, WSBURNT y ZRBRIEF. No utilizar códigos para uso inexesarios